# Ла Крофт (Охајо)
Ла Крофт (енгл. La Croft) насељено је место без административног статуса у америчкој савезној држави Охајо.

## Демографија
По попису из 2010. године број становника је 1.144, што је 163 (-12,5%) становника мање него 2000. године.
| Група             | 2000.         | 2010.         |
| Белци             | 1.288 (98,5%) | 1.107 (96,8%) |
| Афроамериканци    | 6 (0,5%)      | 10 (0,9%)     |
| Азијати           | 1 (0,1%)      | 0 (0,0%)      |
| Хиспаноамериканци | 5 (0,4%)      | 8 (0,7%)      |
| Укупно            | 1.307         | 1.144         |